# Râul Mateiașul
Râul Mateiașul este un curs de apă, afluent al râului Olt. Râul se formează la confluența brațelor Mateiașul Mare și Mateiașul Mic